# Коктал (Талгарський район)
Кокта́л (каз. Көктал) — село у складі Талгарського району Алматинської області Казахстану. Входить до складу Кайнарського сільського округу.
Населення — 2309 осіб (2021; 275 у 2009, 207 у 1999, 147 у 1989).